# Reinwardtoena
Reinwardtoena es un género de aves Columbiformes perteneciente a la familia Columbidae. El nombre de este género conmemora al naturalista alemán Caspar Georg Carl Reinwardt, ya que combina su apellido con la palabra oena, procedente del griego oinas que significa «paloma». Sus tres miembros habitan en la Melanesia.

## Especies
El género contiene las siguientes especies:
- Reinwardtoena reinwardti – paloma rabuda papú;
- Reinwardtoena browni – paloma rabuda de Nueva Bretaña;
- Reinwardtoena crassirostris – paloma rabuda crestada.